# Soria (prowincja)
Soria – prowincja Hiszpanii, we wschodniej części regionu Kastylia i León. Ok. 41% ludności mieszka w samej stolicy – Sorii. Soria jest najrzadziej zaludnioną hiszpańską prowincją, dodatkowo w skład prowincji wchodzi ponad 500 wiosek. Region rolniczo-turystyczny z wieloma gospodarstwami agroturystycznymi. 